# 大节竹
大节竹（学名：Indosasa crassiflora）为禾本科大节竹属下的一个种。